# 952

## Догађаји
- Беренгар Иврејски одаје почаст краљу Отону у Аугсбургу, у присуству немачких племића и бискупа. Он постаје вазал Источнофраначког краљевства. Краљ Отон оставља снажан гарнизон у Павији под вођством његовог зета Конрада, војводу Лотарингије.
- Краљ Константин II умре у манастиру Светог Андреја (где је у пензији од 943). Његов рођак и владајући монарх, Малколм I Шкотски.
- Калбидске снаге под Ал-Хасан Ибн Али Ал-Калбијем крећу са Сицилије и напаају Византијску Калабрију. Тамо нападају неколико градова, укључујући Ђераче и Казано ал'Јонио.